# Hippocampus semispinosus
Hippocampus semispinosus es una especie de pez de la familia Syngnathidae en el orden de los Syngnathiformes.

## Morfología
Los machos pueden llegar alcanzar los 18 cm de longitud total.

## Distribución geográfica
Se encuentra en Indonesia.